# Renate Rungger
Renate Rungger, née le 6 septembre 1979 à Bolzano, est une coureuse de fond italienne. Elle a remporté la médaille d'argent au Trophée mondial de course en montagne 2008 et a remporté trois titres nationaux en athlétisme.

## Biographie
Fille du coureur de fond Albert Rungger, Renate commence la course à pied très tôt, dès l'âge de quatre ans, en accompagant son père lors de courses en ville. Rejointe ensuite par son frère Hannes, Renate fait de la course à pied une véritable passion.
Le 22 mai 2005, elle s'aligne comme l'une des favorites aux championnats d'Italie de 10 000 mètres à Vigna di Valle avec Rosaria Console face à elle. Renate prend les commandes de la course dès le départ et creuse l'écart. Au sixième kilomètre, Rosaria lance son attaque pour rattraper Renate qui ne se laisse pas faire et s'impose au sprint final. Forte de ce succès, elle est sélectionnée pour les championnats d'Europe d'athlétisme 2006 à Göteborg où elle se classe 18e en signant son record personnel en 32 min 38 s 17.
En 2007, elle démonte ses excellentes qualités de coureuse de fond polyvalente. Le 11 mars, elle effectue une course tactique au cross de Vallagarina. Profitant d'une faiblesse de Fatna Maroui, Renate lance son attaque et s'empare de la tête pour aller remporter la victoire. L'épreuve comptant comme championnats d'Italie de cross-country, Renate décroche le titre. Le 5 août, elle fait des débuts fracassants en course en montagne. Lors de sa première course dans la discipline à Schlickeralm, elle domine l'épreuve et s'impose contre toute attente face à la grande favorite Anna Pichrtová. Elle établit un nouveau record du parcours en 1 h 9 min 3 s.
Décrochant d'autres succès, elle concentre sa carrière sur la course en montagne et obtient son ticket pour le Trophée mondial de course en montagne 2008 à Sierre. Lors de ce dernier, l'Autrichienne Andrea Mayr survole littéralement les débats pour décrocher son deuxième titre. Renate confirme son talent pour la discipline et se retrouve dans une lutte pour la seconde place avec la Norvégienne Kirsten Melkevik Otterbu. Cette dernière doit céder face aux assauts d'Elisa Desco, permettant à Renate de décrocher la médaille d'argent. Elisa se pare de bronze tout comme l'équipe italienne avec Maria Grazia Roberti 28e.
Le 12 juillet 2009, elle prend part aux championnats d'Europe de course en montagne à Telfes. Alors que la Suissesse Martina Strähl domine la course, Renate se retrouve à la luttre pour la troisième marche du podium avec Andrea Mayr, revenue de blessure après avoir battu le record national du marathon lors du marathon de Vienne. Cette dernière parvient à prendre le meilleur sur Renate qui échoue au pied du podium. Elle décroche cependant la médaille d'or au classement par équipes avec le même trio qu'à Sierre.
En 2012, Renate s'essaie avec succès à la discipline très technique du kilomètre vertical. Prenant le départ de la course Chiavenna-Lagùnc qui accueille l'édition inaugurale des championnats d'Italie de kilomètre vertical. Sa seule rivale, Valentina Belotti, étant absente au dernier moment, Renate domine la course et s'impose avec cinq secondes d'avance sur la Roumaine Denisa Dragomir. Elle décroche le premier titre de championne d'Italie de kilomètre vertical.
Le 6 juillet 2013, elle participe aux championnats d'Europe de course en montagne à Borovets. Elle effectue une solide course et termine en cinquième position juste derrière sa compatriote Elisa Desco. Ensemble, avec Valentina Belotti sur la deuxième marche du podium, elles s'imposent aisément au classement par équipes. Le 8 septembre, elle s'élance sur une édition très relevée de la Drei Zinnen Alpine Run. Suivie de près par Sara Bottarelli, Renate mène la course du début à la fin et remporte la victoire.

## Palmarès en athlétisme

### Route/cross
| Année | Compétition                            | Lieu           | Place | Épreuve       | Temps           |
| ----- | -------------------------------------- | -------------- | ----- | ------------- | --------------- |
| 2001  | Semi-marathon de Garda                 | Gargnano       | 3e    | Semi-marathon | 1 h 16 min 6 s  |
| 2006  | Cross della Vallagarina                | Villa Lagarina | 3e    | Cross-country | 22 min 34 s     |
| 2007  | Cross della Vallagarina                | Villa Lagarina | 1re   | Cross-country | 27 min 7 s      |
| 2007  | Semi-marathon de Turin                 | Turin          | 1re   | Semi-marathon | 1 h 13 min 18 s |
| 2007  | Championnats du monde de semi-marathon | Udine          | 38e   | Semi-marathon | 1 h 13 min 10 s |
| 2007  | Marathon de Venise                     | Venise         | 6e    | Marathon      | 2 h 41 min 6 s  |
| 2008  | Marathon de Carpi                      | Carpi          | 6e    | Marathon      | 2 h 39 min 59 s |
| 2009  | Kärnten Läuft                          | Klagenfurt     | 2e    | Semi-marathon | 1 h 16 min 27 s |
| 2009  | Marathon de Carpi                      | Carpi          | 5e    | Marathon      | 2 h 44 min 26 s |

### Piste
| Année | Compétition                        | Lieu     | Place | Épreuve  | Temps          |
| ----- | ---------------------------------- | -------- | ----- | -------- | -------------- |
| 2005  | Championnats d'Italie de 10 000 m  | Rome     | 1re   | 10 000 m | 33 min 15 s 96 |
| 2006  | Championnats d'Europe d'athlétisme | Göteborg | 18e   | 10 000 m | 32 min 38 s 17 |
| 2007  | Coupe d'Europe du 10 000 mètres    | Ferrare  | 9e    | 10 000 m | 33 min 19 s 75 |

### Course en montagne
| no  | féminin            | Course                                      | Longueur | Départ            | Temps           |
| --- | ------------------ | ------------------------------------------- | -------- | ----------------- | --------------- |
| 26e | Médaille d'or      | Course de Schlickeralm                      | 11,2 km  | 5 août 2007       | 1 h 9 min 3 s   |
| 1re | Médaille d'or      | Course de montagne Schenna-Meran 2000       | 10,0 km  | 15 juin 2008      | 1 h 8 min 22 s  |
| 2e  | Médaille d'argent  | Trophée mondial de course en montagne       | 8,4 km   | 14 septembre 2008 | 44 min 58 s     |
| 4e  | 4e                 | Championnats d'Europe de course en montagne | 9,4 km   | 12 juillet 2009   | 57 min 17 s     |
| 38e | Médaille d'or      | Championnats d'Italie de kilomètre vertical | 3,3 km   | 15 juillet 2012   | 40 min 31 s     |
| 29e | Médaille de bronze | Harakiri-Run                                | 10,4 km  | 5 août 2012       | 1 h 3 min 5 s   |
| 35e | Médaille d'argent  | Scalata della Maddalena                     | 7,8 km   | 4 mai 2013        | 37 min 20 s     |
| 5e  | 5e                 | Championnats d'Europe de course en montagne | 8,8 km   | 6 juillet 2013    | 54 min 5 s      |
| 9e  | Médaille d'or      | Val Gardena Mountain Run                    | 14,5 km  | 14 juillet 2013   | 1 h 20 min 7 s  |
| 48e | Médaille d'or      | Drei Zinnen Alpine Run                      | 17,5 km  | 8 septembre 2013  | 1 h 49 min 28 s |
| 48e | Médaille de bronze | Scalata della Maddalena                     | 7,8 km   | 3 mai 2014        | 39 min 18 s     |
| 30e | Médaille de bronze | Championnats d'Italie de kilomètre vertical | 3,4 km   | 26 juillet 2014   | 40 min 52 s     |

## Records
| Épreuve       | Performance     | Date             | Lieu       |
| ------------- | --------------- | ---------------- | ---------- |
| 1 500 mètres  | 4 min 12 s 29   | 26 mai 2006      | Conegliano |
| 3 000 mètres  | 9 min 15 s 8    | 2 août 2005      | Trente     |
| 5 000 mètres  | 15 min 32 s 83  | 4 juin 2006      | Florence   |
| 10 000 mètres | 32 min 38 s 17  | 7 août 2006      | Göteborg   |
| 5 kilomètres  | 16 min 20 s     | 31 décembre 2005 | Bolzano    |
| 10 kilomètres | 33 min 22 s     | 6 mai 2007       | Innsbruck  |
| Semi-marathon | 1 h 13 min 10 s | 14 octobre 2007  | Udine      |
| Marathon      | 2 h 41 min 6 s  | 28 octobre 2007  | Venise     |